# Reserva radiològica estatal de Polèsia
La Reserva radiològica estatal de Polèsia (belarús: Палескі дзяржаўны радыяцыйна-экалагічны запаведнік, rus: Полесский государственный радиационно-экологический заповедник) és una reserva natural radioecològica creada per a aïllar el territori belarús afectat per la contaminació radioactiva de l'Accident de Txornòbil. Està ubicada a la regió de Polèsia, a la frontera entre Belarús i Ucraïna, contigua a la Zona d'exclusió de Txornòbil. Té una superfície total de 216.093 ha., i va ser creada l'any 1988 amb l'objectiu d'aplicar un conjunt de mesures per a evitar l'eliminació de radionúclids fora del seu territori, estudiar l'estat de la vegetació, la vida animal, i fer un seguiment de la radiació ambiental així com estudis radiobiològics.

## Nuclis de població
El territori de la Reserva inclou diversos nuclis de població que van ser evacuats, i majoritàriament abandonats, on es calcula que abans de l'accident nuclear hi vivien 22.000 persones:
- Aravitxi
- Babtxin
- Bagushi
- Buda
- Chamkou
- Dzernavitxi
- Haroshkau
- Kalyban
- Kaporanka
- Kazhushki
- Lomachy
- Novakukhnaushchyna
- Novy Pakrousk
- Pasudava
- Pirki
- Rudya